# Співак Емілія Семенівна
Емілія Соломонівна Співак (нар.. 18 листопада 1981, Ленінград, РРФСР, СРСР) — російська акторка театру і кіно.

## Біографія
Народилася 18 листопада 1981 року в Ленінграді. Батько — Семен (Соломон) Якович Співак, театральний режисер, Народний артист Російської Федерації.
У 2003 році закінчила Санкт-Петербурзьку державну академію театрального мистецтва (СПбДАТМ) (клас Владислава Борисовича Пазі). Грала в навчальних спектаклях «Старший син» (режисер — Юрій Бутусов) і «Кабаре» (режисер — Владислав Пазі).
З 2004 року по теперішній час служить у Санкт-Петербурзькому державному молодіжному театрі на Фонтанці.
У 2005 році грала головну роль у виставі «Пампушка» за п'єсою Василя Сігарєва за мотивами однойменної новели Гі де Мопассана в постановці Єгора Товстоногова в Московському Художньому театрі імені А. П. Чехова.
У [Архівовано 26 серпня 2021 у Wayback Machine.] 2012 році одружилася з однокурсником, актором і режисером Ернестом Тімерхановим. Молоді люди зустрічалися в студентські часи, але розійшлися. У 2012 році відновили стосунки й одружилися. Через кілька років подружжя розлучилося  [Архівовано 26 серпня 2021 у Wayback Machine.]

### Включення в базу українського сайту«Миротворець»
- 28 вересня 2018 року Емілія Співак і ще п'ятеро російських акторів (Вахтанг Берідзе, Єлизавета Арзамасова, Катерина Соломатіна, Любов Матюшина і Дмитро Бедерін) звинувачені Службою Безпеки України в «свідомому порушенні державного кордону України з метою проникнення до захопленого російськими окупантами Криму» за участь в зйомках багатосерійного художнього фільму «Сорок трояндових кущів»[8]. Також вона включена до розділу «Чистилище» українського сайту «Миротворець», який розкриває персональні дані людей[9].

## Творчість

### Роботи в театрі

#### Навчальні спектаклі
- «Кабаре» (режисер — Владислав Пазі) — * «Старший син» за однойменною комедією Олександра Вампілова (режисер — Юрій Бутусов) — Наталя Макарська, 34 роки, секретарка суду, кохана Васеньки

#### Санкт-Петербурзький державний молодіжний театр на Фонтанці
- 2003 — 2020 — «Отелло» за однойменною п'єсою Вільяма Шекспіра (постановка — Семена Співака, режисер — Олексій Утєганов) — Дездемона, дочка Брабанціо і дружина Отелло
- 2006 — 2017 — «Сині троянди» за п'єсою «Скляний звіринець» Теннессі Вільямса (режисер — Лев Шехтман) — Лора Вінгфілд, дочка Аманди
- 2009 (по теперішній час) — «Пізня любов» за однойменною п'єсою Олександра Островського (режисер — Володимир Туманов) — Людмила
- 2013 (по теперішній час) — «Останнє китайське попередження» за п'єсою «Добра людина із Сичуані» Бертольда Брехта (режисер-постановник — Семен Співак) — Шен Де і Шой Так
- 2014 (по теперішній час) — «Наше містечко» за однойменною п'єсою Торнтона Вайлдера (режисери-постановники — Семен Співак, Сергій Морозов) — Емілі Вебб
- 2018 (по теперішній час) — «Звірячі історії» за п'єсою американського драматурга Дона Нігро (режисери — Семен Співак, Сергій Яценюк, Наталія Архипова) — Миша
- 2019 (по теперішній час) — «Нас обвінчає прилив» за п'єсою Жана Ануя (режисери — Семен Співак, Марія Мирош) — Жанетта

#### Московський Художній театр імені А.П.Чехова
- 2005 — «Пампушка» за пєслю Василя Сігарєва зп мотивами однойменної новели Гі де Мопассана (режисер — Єгор Товстоногов) — Елізабет Руссе, вона ж «Пампушка», повія з руанського борделю[10]

### Фільмографія
| Рік         |   | Назва                                                | Роль |    |
| ----------- | - | ---------------------------------------------------- | --- | -- |
| 2001—2009   | с | Таємниці слідства                                    | Євгенія Анатоліївна, слідча прокуратури, згодом адвокатка                                                                      | ру |
| 2003        | ф | Повторення пройденого                                | Світлана Зарубіна | ру |
| 2005        | ф | Статський радник                                     | Есфір Литвинова, дочка великого банкіра, кохана Ераста Фандоріна                                                               | ру |
| 2006        | ф | Мости сердечні                                       | Ксенія, власниця готелю «Мірандоліна»                                                                                          | ру |
| 2006 — 2008 | с | Гончі 1-2                                            | Мадлен, господиня детективного агентства Аркан, майор юстиції                                                                  | ру |
| 2007        | ф | 18—14                                                | Ольга, фрейліна | ру |
| 2007        | с | Бухта страху                                         | Марта Лінк, троюрідна сестра Лінка                                                                                             | ру |
| 2007        | ф | Ворожка                                              | Маша, подруга Євгенії | ру |
| 2007        | ф | Троє і Сніжинка                                      | Катя Сніжинка | ру |
| 2008        | ф | Відданий друг                                        | Інна | ру |
| 2008        | ф | Прибудова Ангела                                     | доросла Женя | ру |
| 2008        | с | Людина без пістолета                                 | Тамара | ру |
| 2009        | ф | Влітку я віддаю перевагу весіллю                     | Юлія | ру |
| 2009        | ф | Коли падають гори                                    | Лариса Коновалова, журналістка                                                                                                 | ру |
| 2009        | ф | Повзе змія                                           | Олена Павлівна, журналістка | ру |
| 2009        | с | Правило лабіринту: Плацента                          | Олександра | ру |
| 2010        | ф | Вийшов їжачок з туману                               | Рита Золотницька, найкраща подруга Олени Бобильової                                                                            | ру |
| 2010 — 2013 | с | Гончі 3-5                                            | Мадлен, господиня детективного агентства Аркан, майор юстиції, потім співробітниця розшукового відділу УФСІН, дружина Горинича | ру |
| 2010        | ф | Діагноз: Любов                                       | Віра | ру |
| 2010        | с | Ведмежий кут. Хутро                                  | Ольга Катуніна, дочка лісника                                                                                                  | ру |
| 2011        | с | Дорога моя людина                                    | Інна Горбанюк | ру |
| 2011        | с | Годинники любові                                     | Віра Митрофанова | ру |
| 2011        | с | Жила-була Любов                                      | Люба | ру |
| 2013        | с | Дружина офіцера                                      | Наталія Шарко | ру |
| 2013        | с | Процес                                               | Марго, колишня дружина Сергія і коханка Махновського                                                                           | ру |
| 2015        | с | Дивні діла твої, Господи!                            | Валерія, колишня дружина Андрія                                                                                                | ру |
| 2015        | с | Декорації вбивства                                   | Рита Антонова, інспекторка у справах неповнолітніх                                                                             | ру |
| 2016        | с | Мажор 2                                              | Алла Жаркова, дівчина з вищого суспільства                                                                                     | ру |
| 2016        | с | Рятувальник                                          | Марія Новикова | ру |
| 2016        | с | Готель останньої надії                               | Надія Звонарьова | ру |
| 2017        | с | Крила імперії                                        | Афіна | ру |
| 2017        | с | Халупа боржника                                      | дружина Кортікова | ру |
| 2017        | ф | Анатомія драми (короткометражний)                    | офіціантка | ру |
| 2018        | ф | Ідеальна дружина                                     | Віка, мати-одиначка, подруга Валерії і коханка Андрія                                                                          | ру |
| 2018        | с | Сорок трояндових кущів                               | Саша, топ-менеджерка московського банку, подруга Ганни і Іветти                                                                | ру |
| 2019        | с | Чернов                                               | Ольга Сергіївна Родіонова, капітан МВС                                                                                         | ру |
| 2019        | с | Північне сяйво. Сліди смерті                         | Ніка, вдова нафтового магната, наречена Томаса                                                                                 | ру |
| 2019        | ф | Побитий монолог / Trite monologue (короткометражний) | Марина, дівчина головного героя                                                                                                | ру |
| 2020        | с | Жінка наводить порядок                               | Анна Василівна Вешкіна, старша касирка в банку «СВН», наречена Михайла                                                         | ру |
| 2020        | с | Агентство О.К..                                      | Марія, коханка Микити | ру |

### Нагороди
- 2007 — переможець інтернет-голосування на сайті Санкт-Петербурзького державного молодіжного театру на Фонтанці в номінації «Головна роль — актриси 2007 року» — за роль Лори Вінгфілд у спектаклі «Сині троянди» за п'єсою " Скляний звіринець " Теннессі Вільямса в постановці Лева Шехтмана на сцені Санкт-Петербурзького державного молодіжного театру на Фонтанці.
- 2007 — приз глядацьких симпатій петербурзького товариства «Театрал» — за роль Лори Вінгфілд у спектаклі «Сині троянди» в постановці Льва Шехтмана на сцені Санкт-Петербурзького державного молодіжного театру на Фонтанці.
- 2009 — срібна медаль Федеральної служби виконання покарань (ФСВП) за внесок в розвиток кримінально-виконавчої системи Росії — за роль Мадлен у телесеріалі «Гончі».
- 2010 — лауреатув вищої театральної премії Санкт-Петербурга « Золотий софіт» у категорії «Драматичні театри» в номінації «Найкраща жіноча роль» — за роль Людмили Маргарітової в спектаклі «Пізня любов» у постановці Володимира Туманова на сцені Санкт-Петербурзького державного молодіжного театру на Фонтанці[13] .
- 2013 — лауреатка III Російської національної акторської премії імені Андрія Миронова «Фігаро» в номінації «Найкращі з кращих» — за виконання ролей на драматичній сцені[4][14] .
- 2016 — лауреатка III Всеросійського фестивалю «Волзькі театральні сезони» в Самарі в номінації «Найкраща жіноча роль» — за роль Емілі Вебб у виставі «Наше містечко» за однойменною п'єсою Торнтона Вайлдера (режисери-постановники — Семен Співак, Сергій Морозов) на сцені Санкт -Петербургского державного молодіжного театру на Фонтанці[4] .
- 2017 — приз за найкращу жіночу роль в серіалі «Готель останньої надії» за результатами глядацького голосування на фестивалі "Віват, кіно Росії!".